# NGC 5663
NGC 5663 (również PGC 52049) – galaktyka eliptyczna (E-S0), znajdująca się w gwiazdozbiorze Wagi. Odkrył ją Francis Leavenworth 31 maja 1886 roku.